# 科卡斯區
科卡斯區（西班牙語：Distrito de Cocas），是秘魯的一個區，位於該國中南部萬卡韋利卡大區的卡斯特羅維雷納省，始建於1926年1月18日，面積87.95平方公里，海拔高度3,246米，2005年人口923，人口密度每平方公里10人。